# Camina

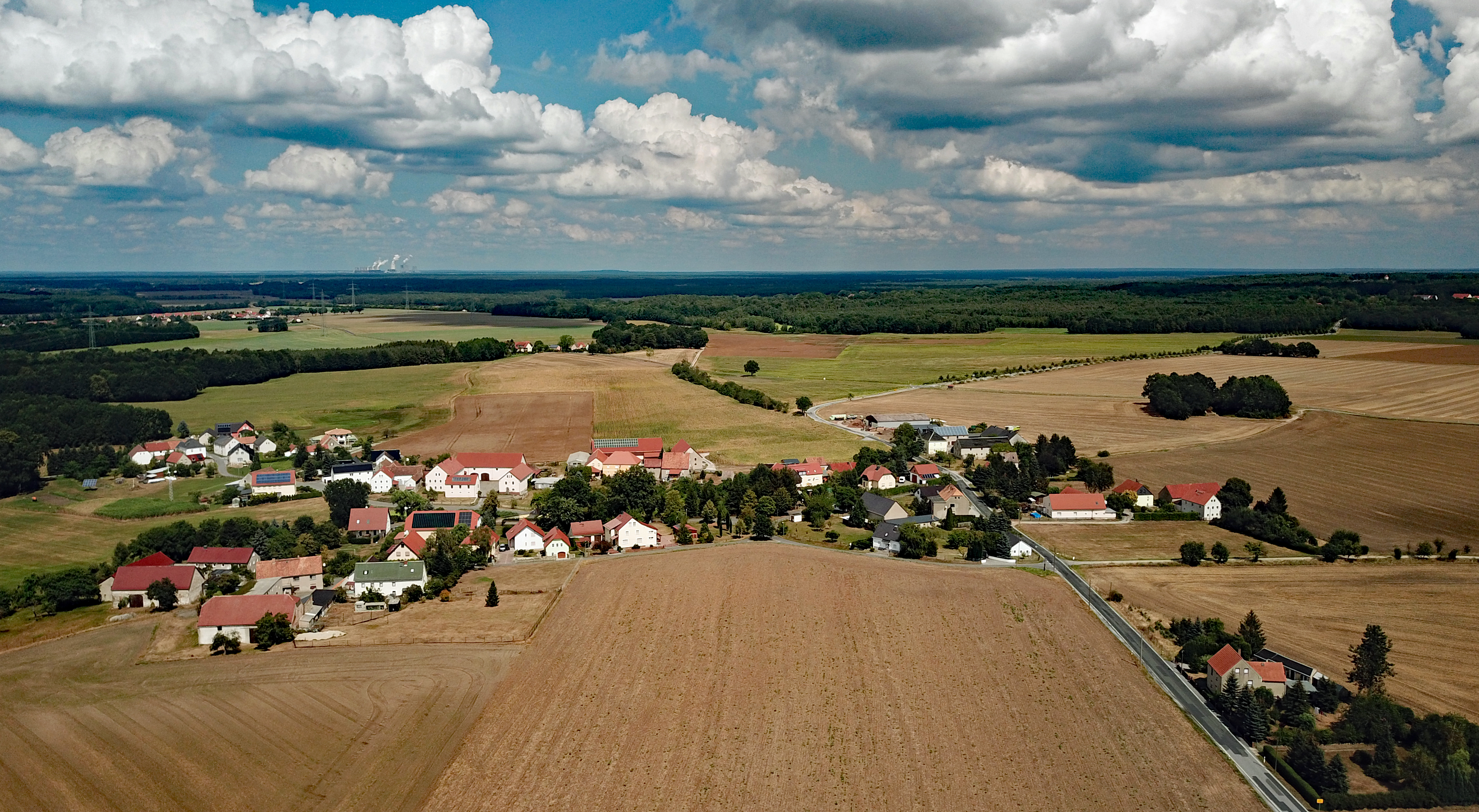
Luftbild

Camina, obersorbisch Kamjenejⓘ, ist ein Dorf im Norden des sächsischen Landkreises Bautzen. Es zählt zum sorbischen Siedlungsgebiet in der Oberlausitz und  gehört  zur Gemeinde Radibor.

## Einwohnerentwicklung
Für seine Statistik über die sorbische Bevölkerung in der Oberlausitz ermittelte Arnošt Muka in den achtziger Jahren des 19. Jahrhunderts eine Bevölkerungszahl von 166, darunter 158 Sorben (95 %) und acht Deutsche. Bis heute wird im Ort Sorbisch gesprochen.
| Datum | Einwohner |
| ----- | --------- |
| 1834  | 109       |
| 1871  | 182       |
| 1890  | 167       |
| 1910  | 188       |
| 1925  | 194       |
| 2010  | 115       |

## Persönlichkeiten
- Nikolaus Joachim Lehmann (Mikławš Wićaz; 1921–1998), Informatiker; geboren in Camina
- Benno Schramm (Beno Šram; 1924–2016), Schauspieler; geboren in Camina